# NGC 3822
NGC 3822 (другие обозначения — NGC 3848, IRAS11395+1033, UGC 6661, HCG 58B, MCG 2-30-15, ZWG 68.33, PGC 36319) — линзообразная галактика (S0) в созвездии Дева.
Этот объект занесён в новый общий каталог несколько раз, с обозначениями NGC 3822, NGC 3848.
Этот объект входит в число перечисленных в оригинальной редакции «Нового общего каталога».
Галактика NGC 3822 входит в состав группы галактик IC 724. Помимо NGC 3822 в группу также входят NGC 3817, NGC 3848, NGC 3825, NGC 3852, NGC 3839, IC 724, UGC 6617, NGC 3819 и NGC 3820.
В галактике выла обнаружена вспышка в ядре, что позволило классифицировать её как галактику с активным ядром.